# Église Saint-Léger de Pernant
Pour les articles homonymes, voir Église Saint-Léger.
L'église Saint-Léger est une église située à Pernant, dans l'Aisne en France. Elle est l'une des rares églises où la sonnerie des cloches est effectuée par un sonneur attitré par la commune : Thomas Martin, villageois.

## Description

### Extérieur
L'église de Pernant est un édifice d'aspect extérieur assez sobre (aucune statuaire) bâti sur une colline dominant le village, et est accessible par une rampe de pierre. Le bâtiment en croix latine est composé d'une nef avec deux bas-côtés, et d'un transept dont la partie Sud est prolongée par une petite salle réservée à l'abbé (sacristie). La croisée du transept est surmontée par une basse mais imposante tour-clocher. À l'est, au-delà du transept, le chœur peut faire penser, de par ses petites dimensions relatives, à un cul-de-four,. La façade orientée vers l'ouest est percée de trois fenêtres en plein-cintre et d'une lourde porte en bois ne servant qu'aux grandes cérémonies. L'entrée se fait par une petite porte sur le côté Sud,.

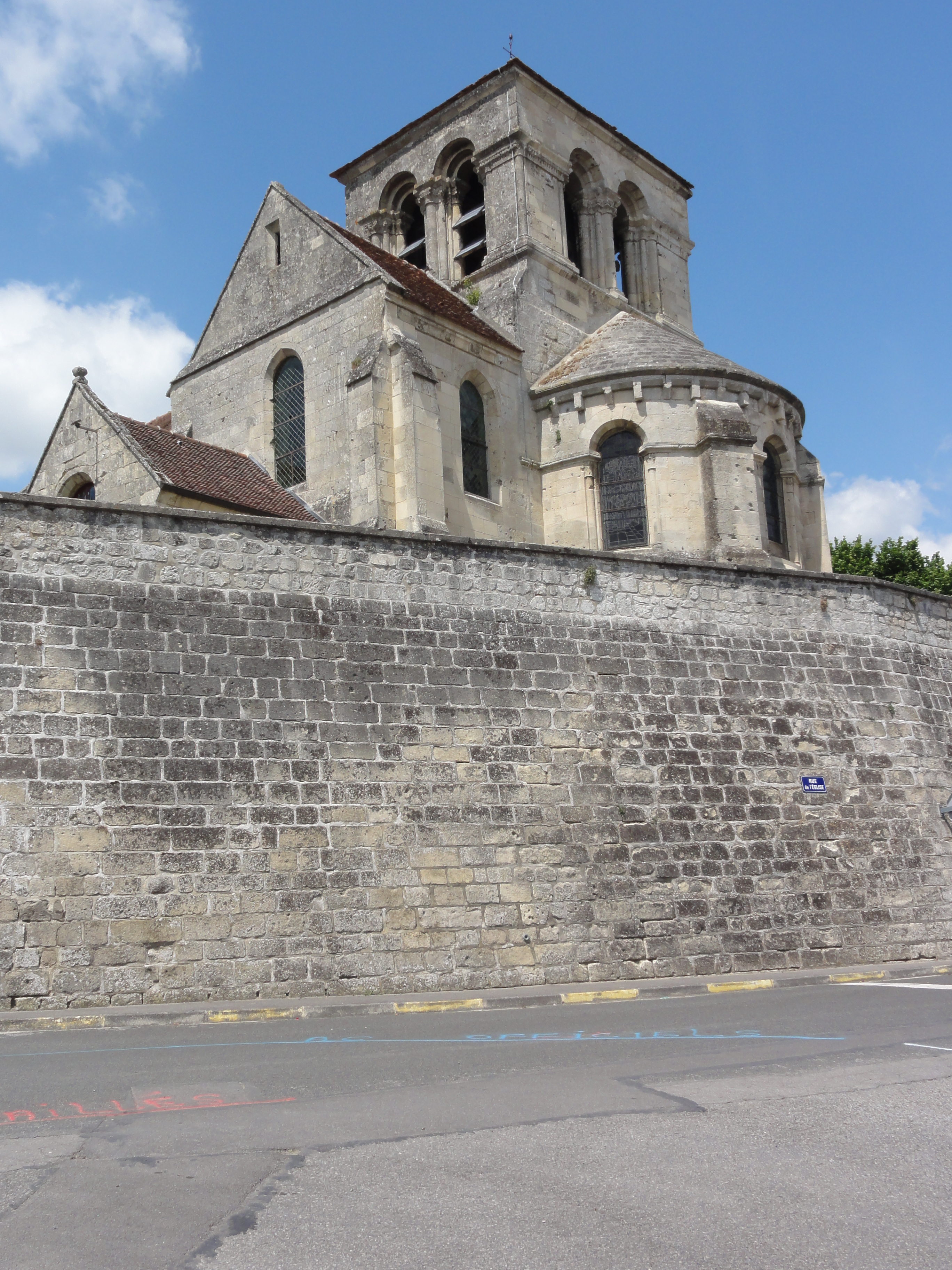
L'église Saint-Léger de Pernant en 2015.
L'église Saint-Léger de Pernant sur une carte postale ancienne.

### Intérieur
L'intérieur de l'église est simple, il ne comporte aucune statuaire, sauf une statue de la Vierge au-dessus des fonts baptismaux.
Dès l'entrée dans la nef (assez spacieuse, et pouvant accueillir la majorité des habitants du village), on remarque le plafond en bois à la place d'une voûte, bois devenu très fragile avec le temps. Au-dessus de ce plafond se trouve un grenier maintenant dangereux et désaffecté. À droite et à gauche se trouvent deux petits bas-côtés au plafond de bois et percés de fenêtres en verre transparent donnant beaucoup de lumière en cas de soleil. Sur leur mur est accroché un « chemin de croix ».
Au bout de la nef se trouve une grille en fer forgé, datant des alentours de 1710, reliant deux des quatre piliers soutenant la tour. Sous cette dernière se trouve l'autel, simple table recouverte d'une nappe. Le plafond de la croisée du transept est une voûte dont la clef est peinte (on remarque une fleur légèrement effacée).
Le transept est vide mais occupé par un petit autel pour chacun de ses côtés, et le transept Sud est rattaché à une petite sacristie. Au-delà de la croisée du transept se trouve le chœur, qui est assez petit, ayant une voûte en pierre lui servant de toit et des vitraux colorés datant d'avant 1914. On y trouve aussi un autel désaffecté, mais sculpté.

## Historique
À l'origine (XIIe siècle), l'église était romane, puis a successivement été complétée par des parties gothiques. Autrefois, elle avait deux cloches et était coiffée d'une flèche qui fut détruite pendant la Première Guerre mondiale.
Le monument est classé au titre des monuments historiques en 1920.